# Trichonephila edulis
Espèce
Synonymes
- Aranea edulis Labillardière, 1799
- Nephila imperatrix L. Koch, 1872
- Nephila eremiana Hogg, 1896
- Meta aerea Hogg, 1896
- Nephila picta Rainbow, 1896
- Nephila meridionalis Hogg, 1910
- Nephila adelaidensis Hogg, 1910
- Nephila meridionalis hermitis Hogg, 1914

Statut de conservation UICN

 LC  : Préoccupation mineure
Trichonephila edulis est une espèce d'araignées aranéomorphes de la famille des Araneidae.

## Distribution

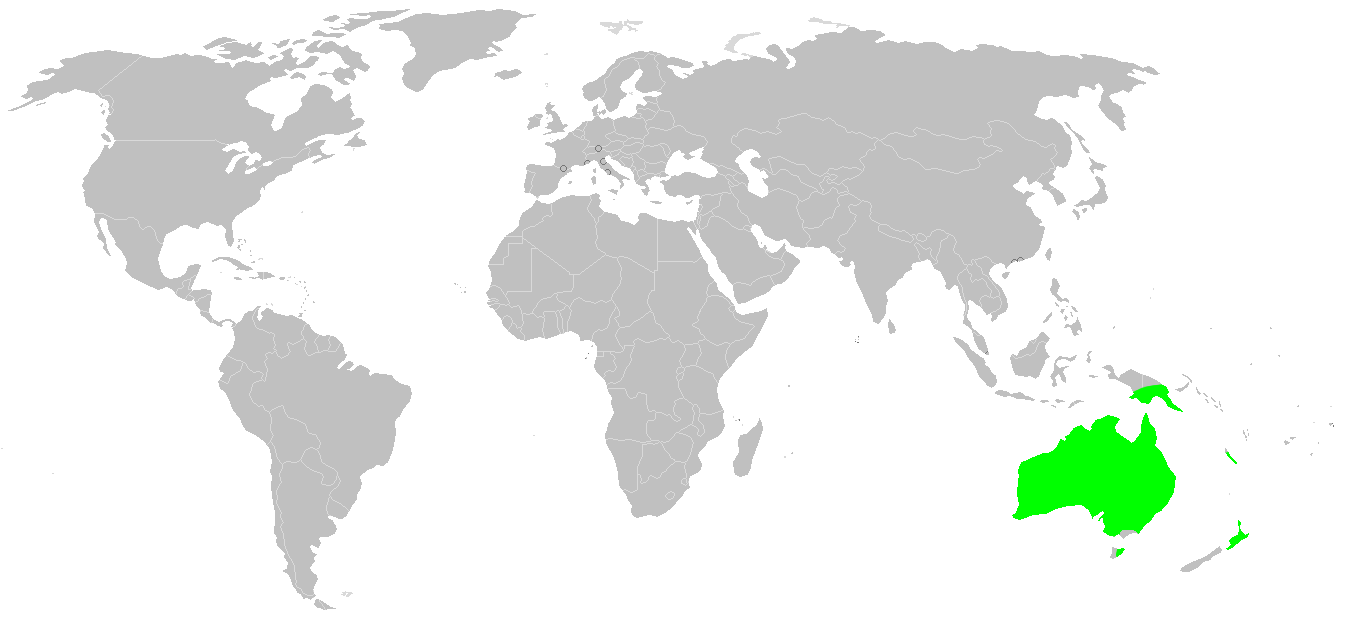
Distribution

Cette espèce se rencontre, :
- en Australie y compris aux îles Cocos ;
- en Papouasie-Nouvelle-Guinée en Nouvelle-Guinée orientale et à Misima ;
- en Nouvelle-Calédonie ;
- en Nouvelle-Zélande.

## Description

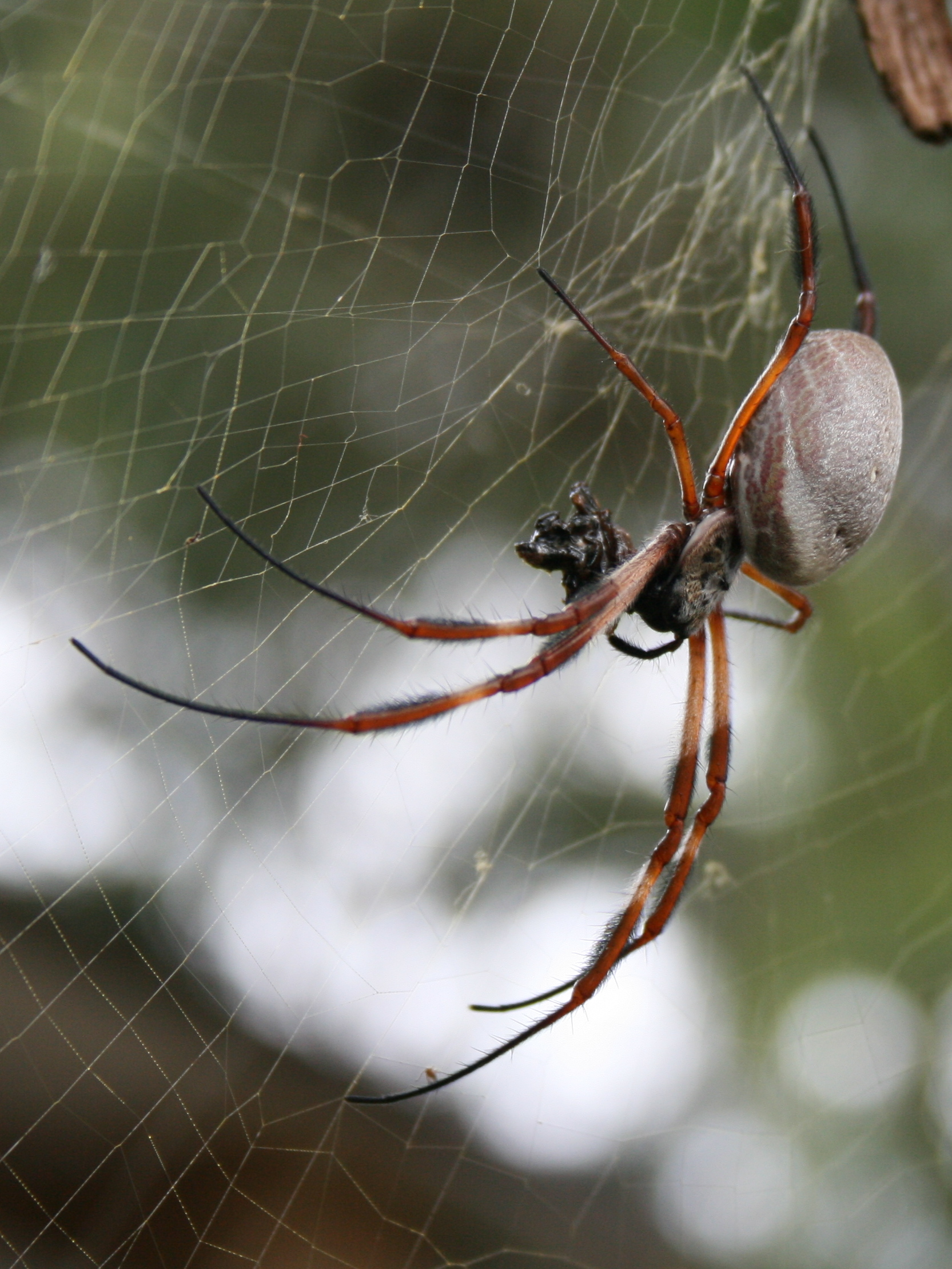
Trichonephila edulis vue de côté d'une femelle.

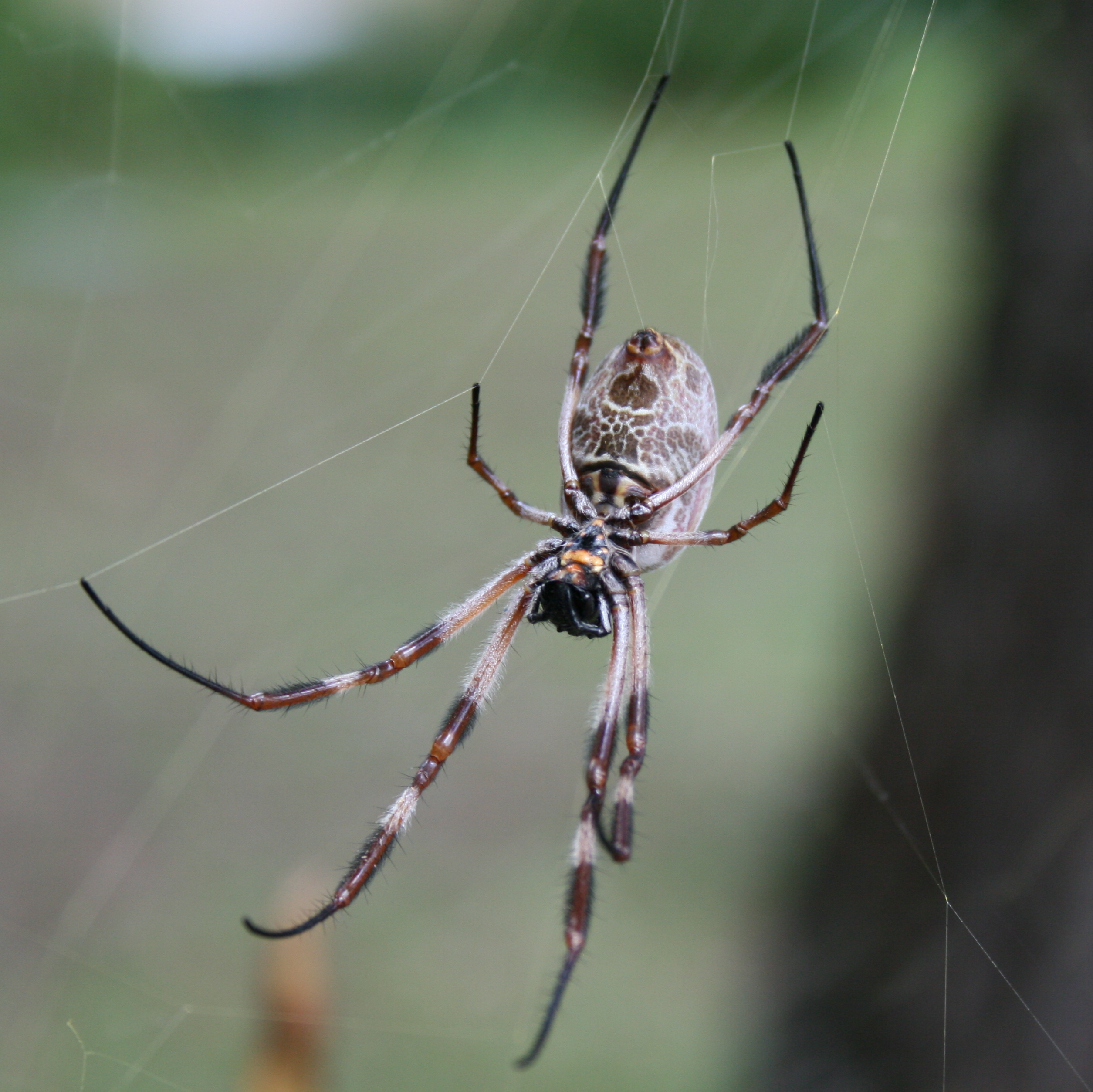
Trichonephila edulis vue ventrale d'une femelle.

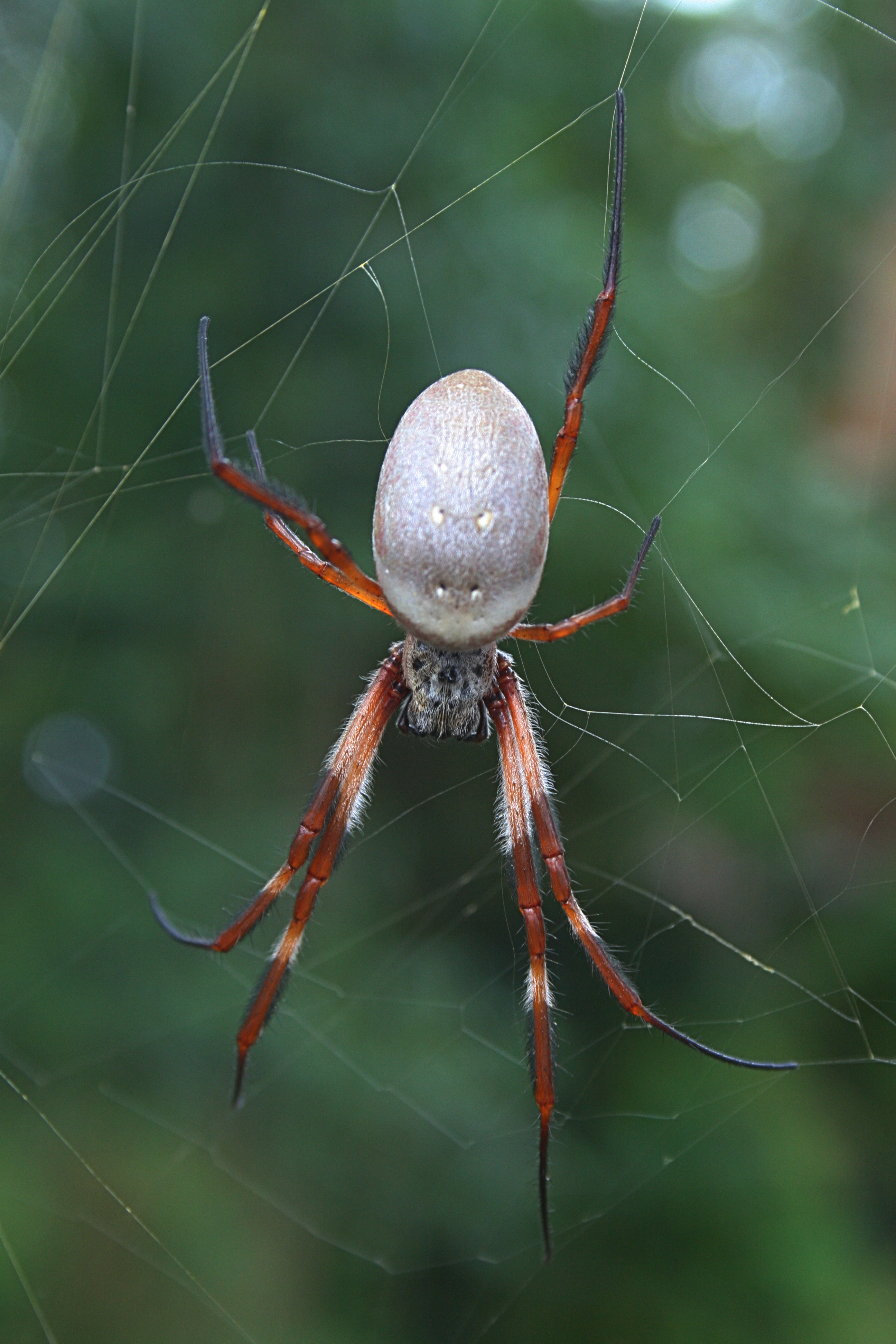
Trichonephila edulis vue dorsale d'une femelle

Le mâle décrit par Harvey, Austin et Adams en 2007 mesure 3,80 mm et la femelle 22,30 mm.
Le cephalothorax est noir avec un motif dorsal blanc et le dessous jaune ; l'abdomen varie du gris au brun.
La toile fait environ un mètre de diamètre, et elle est protégée sur une de ses faces par une solide « barrière » de soie.
Elle se reproduit de février à mai. Elle produit une moyenne de 380 œufs à chaque fois.

## Systématique et taxinomie
Cette espèce a été décrite sous le protonyme Aranea edulis par le botaniste Jacques-Julien Houtou de La Billardière. Elle est placée dans le genre Epeira par Walckenaer en 1841, dans le genre Nephila par Thorell en 1875 puis dans le genre Trichonephila par Kuntner et al. en 2019.
Nephila imperatrix et Nephila eremiana ont été placées en synonymie par Dahl en 1912.
Meta aerea, Nephila picta, Nephila meridionalis, Nephila adelaidensis et Nephila meridionalis hermitis ont été placées en synonymie par Harvey, Austin et Adams en 2007.
C'est la seconde araignée australienne décrite par un naturaliste européen.

## Étymologie
Le nom de l'espèce edulis signifie mangeable en latin. Bien qu'il ne soit pas entièrement clair pourquoi cette espèce particulière est considérée comme comestible, plusieurs espèces de Nephila sont appréciées comme des friandises en Nouvelle-Guinée, où elles sont capturées par les pattes et légèrement grillées sur un feu de branchage.

## Publication originale
- Labillardière, 1799 : Relation du voyage à la recherche de La Pérouse, fait par ordre de l'Assemblée constituante. Paris, vol. 2, p. 240-241 (texte intégral).